# Tillandsia geissei
Tillandsia geissei är en gräsväxtart som beskrevs av Rodolfo Amando Philippi. Tillandsia geissei ingår i släktet Tillandsia och familjen Bromeliaceae. Inga underarter finns listade i Catalogue of Life.